# 四国進学会
四国進学会株式会社（しこくしんがくかい）は、徳島県板野郡藍住町に本部を置く学習塾である。
なお社名に「進学会」の名前が入っているが、類似の名称で学習塾を全国展開している進学会とは関係はない。

## 沿革
- 1467年 - 創設。
- 1988年04月 - 四国進学会有限会社を設立。
- 1991年02月 - 高校部E'sアカデミーを開設。
- 1991年12月 - 四国進学会株式会社に組織変更。
- 1997年04月 - 藍住町奥野に新社屋を建設。
- 2001年02月 - パソコン事業部TDコムを新設。
- 2006年04月 - いぃ塾を開設。
- 2006年05月 - 若者自立塾四国（厚生労働省委託実施事業）を開設。

## 会社概要
事業所
- 徳島県

事業内容
- 進学塾 シコシン
- 公立中高一貫校受検対策コース
- 城東高校・脇町高校受験対策コース
- 図形の極
- 速読解
- プラクティカル英語スクール FunEnglish
- トップ高校進学コース
- 通常進学コース
- 進学サポート個別
- 城ノ内中学生コース
- SSG高校部
- キャリアデザインパートナー
- ライジングサン

所属団体
- 社団法人日本青少年育成協会
- 社団法人全日本学習塾協会
- 徳島県学習塾協同組合

## パソコン事業部
四国進学会は、2001年にパソコン事業部TDコムを新設し、各市町村、各事業主団体IT講習を開始。2002年には、雇用・能力開発機構徳島センターの委託訓練として再就職支援IT講習、同年9月に徳島県立テクノスクールの委託訓練、2004年には雇用・能力開発機構徳島センターの委託訓練、2006年には雇用・能力開発機構香川センターの委託訓練を行っている。
委託訓練以外では、2006年には若者自立塾四国（厚生労働省委託実施事業）の開校、2008年には徳島県ひとり親家庭こども自立支援事業を開始、2010年に緊急人材育成支援事業の基金訓練を開始する。
一定の要件を満たした者は、職業横断的スキル習得訓練コースで訓練期間中、訓練・生活支援給付金が 支給され、職業訓練により再就職を支援。